# Maria Himmelfahrt (Nieder-Mörlen)

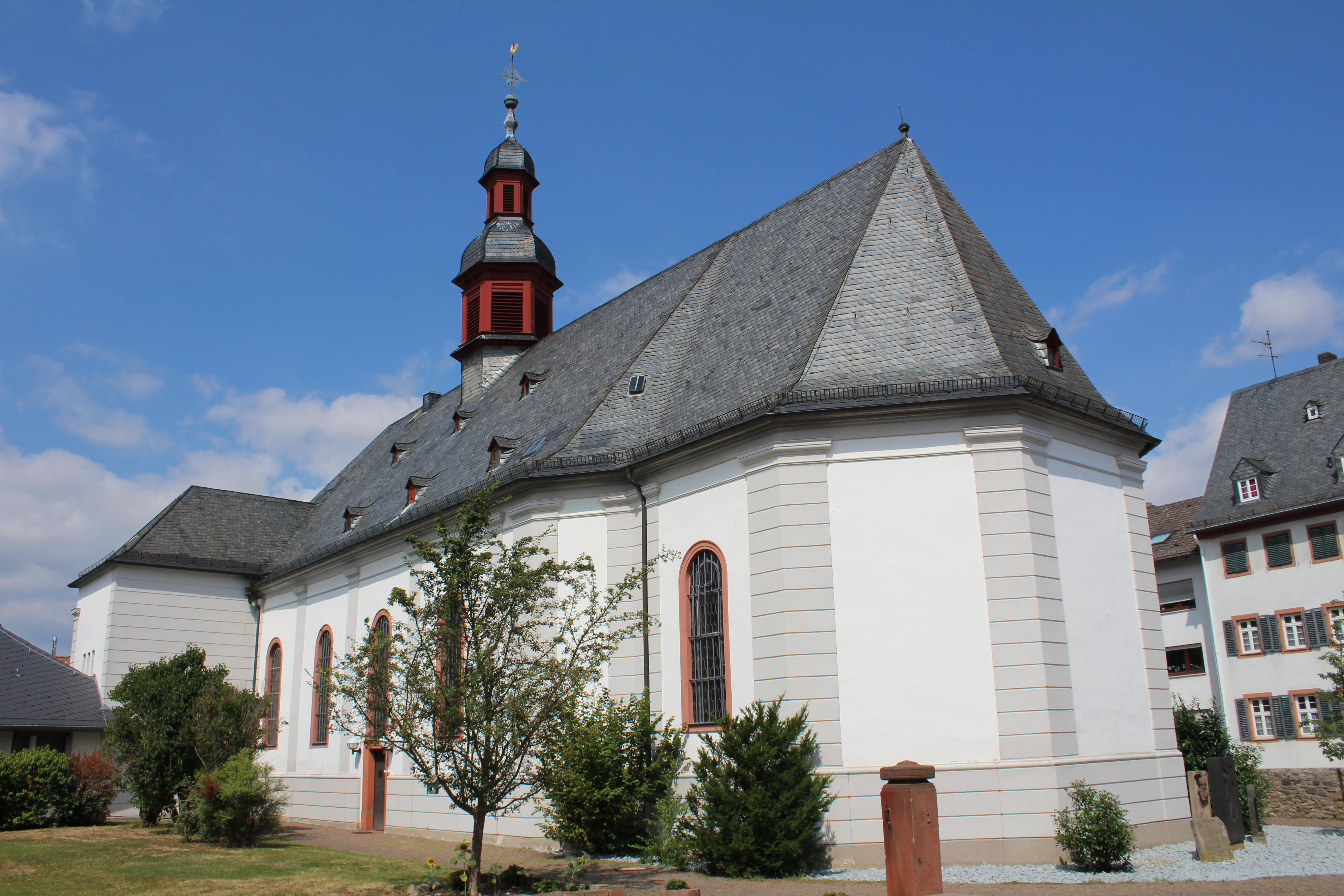
Maria Himmelfahrt (Nieder-Mörlen)

Die römisch-katholische, denkmalgeschützte Pfarrkirche Maria Himmelfahrt steht in Nieder-Mörlen, einem Stadtteil von Bad Nauheim im Wetteraukreis in Hessen. Die Kirche gehört zur Pfarrgruppe Mörlen im Bistum Mainz.

## Beschreibung
Die barocke Saalkirche ersetzte 1733 eine kleinere Kapelle an identischer Stelle. An das Kirchenschiff schließt sich im Osten ein schräg eingezogener Chor mit dreiseitigem Schluss an. Der sechseckige Dachreiter stand ursprünglich im Westen. Nach der 1950 erfolgten Erweiterung des Kirchenschiffs nach Westen erhebt er sich nunmehr in der Mitte seines Satteldaches. Im Glockenstuhl hängt eine Kirchenglocke, die 1792 von der Glockengießerfamilie Bach gegossen wurde. 1965 wurde das neubarocke Portal gebaut und die Wände wurden mit Pilastern gegliedert. Zur Kirchenausstattung gehört der Hochaltar von 1735, dessen Altarretabel die Himmelfahrt Mariens zeigt. Über den seitlichen Durchgängen vom Hochaltar stehen die Statuen von Josef und Johannes dem Täufer. Das Altarretabel des Seitenaltars von 1754 zeigt die Kreuzabnahme. Die Orgel mit 18 Registern auf zwei Manualen und Pedal wurde 1974 von der Förster & Nicolaus Orgelbau errichtet.

## Kirchhof
Zur denkmalgeschützten Anlage gehört auch der Rest der alten Kirchhofseinfriedung entlang der Straße. Im Kirchhof befinden sich mehrere alte Grabsteine, ein hierher versetzter alter Grenzstein und das Mordkreuz von Nieder-Mörlen.